# Frumoasa (gmina w okręgu Teleorman)
Frumoasa – gmina w Rumunii, w okręgu Teleorman. Obejmuje miejscowości Frumoasa i Păuleasca. W 2011 roku liczyła 2203 mieszkańców. 